# Daniel Picouly
Daniel Picouly (Villemomble, 1948) è uno scrittore e fumettista francese.
Nato nel dipartimento della Senna-Saint-Denis (Parigi), Picouly, insegnante di economia presso un liceo parigino, è noto al largo pubblico per il romanzo di successo "Il Campo di Nessuno" (Le champ de personne, 1995), nonché di un'altra ventina di opere, soprattutto romanzi per ragazzi e gialli. Scrive inoltre dei fumetti.

## Biografia
Picouly è nato in una famiglia di tredici figli, di cui lui è l'undicesimo.
Il padre è un calderaio di Tarbes (Hautes-Pyrénées, Francia Meridionale) originario della Martinica e la madre originaria del Morvan (Borgogna, Francia Centrale).
Cresce in una famiglia povera ma piena di vita, in un sobborgo povero di Parigi, il padre calderaio in una fabbrica.
Inizialmente scolaro pigro e sognatore, pugile e calciatore, si diploma in ragioneria e studia poi diritto e gestione, diventando successivamente insegnante supplente di tali materie e dal 1988 docente per corsi post-maturità.
Comincia la carriera di scrittore nel 1992 con romanzi polizieschi, pubblicando La lumière des fous grazie all'aiuto di Daniel Pennac.
Raggiunge il successo nel 1995 con Il campo di nessuno, un romanzo fortemente autobiografico della sua prima infanzia.
Scrive articoli su alcuni giornali (in particolar modo sul giornale sportivo L'Équipe) e partecipa a trasmissioni televisive dove la sua esperienza personale di docente dei giovani dei sobborghi è molto apprezzata.
Ha recitato il proprio ruolo nel film Imposture (2005) del regista francese Patrick Bouchitey.

## Opere
- La luce della follia (La lumière des fous, 1991), romanzo noir.
- Nec, 1993, romanzo noir.
- Le lacrime del capo (Les larmes du chef, 1994), romanzo noir.
- Il campo di nessuno (Le champ de personne, 1995), romanzo autobiografico sulla propria prima infanzia.
- Vivement Noël!, 1996.
- Incubo pirata (Cauchemar Pirate, 1996), per ragazzi.
- L'ultima estate (Fort de l'eau, 1997), autobiografico.
- Lutteur de sumo, 1997, per ragazzi.
- La coppa del mondo non si farà (La coupe du monde n'aura pas lieu, 1998), per ragazzi.
- La testa del negro (Tête de nègre, 1998), adattato poi come fumetto nel 2002 con i disegni di Jürg.
- Il ragazzo leopardo (L'enfant Léopard, 1999), romanzo, Prix Renaudot 1999.
- On lit trop dans ce pays!, 2000.
- Paulette e Roger (Paulette et Roger, 2001), autobiografico, al limite della fantascienza.
- Lulu Vroumette, 2002, libro per ragazzi illustrato da Frédéric Pillot.
- L'Arche de Lulu, 2003, libro per ragazzi illustrato da Frédéric Pillot.
- La donzelle, 2004.
- Lulu et le sapin orphelin, 2004, libro per ragazzi illustrato da Frédéric Pillot.
- Lulu et le loup bleu, 2004, libro per ragazzi illustrato da Frédéric Pillot.
- La tredicesima morte del cavaliere (La treizième mort du chevalier, 2005), romanzo.
- Le coeur à la craie, 2005, autobiografico.
- Lumières d'enfance, 2005.
- Lulu a un amoureux, 2005, libro per ragazzi illustrato da Frédéric Pillot.
- Un beau jeudi pour tuer Kennedy, 2006.
- 68, mon amour, 2008.
- Lulu grand chef, 2010, libro per ragazzi illustrato da Frédéric Pillot.
- La nuit de Lampedusa, 2011.
- Nos histoires de France, 2011.
- Nos géographies de France, 2011.
- La faute d'orthographe est ma langue maternelle, 2012.
- L'école des filles, l'école des garçons, 2013.
- Et si on redessinait le monde?, 2013, libro illustrato da Nathalie Novi.
- Leçons d'observation, 2014.
- Le cri muet de l'iguane, 2015.
- Quatre-vingt-dix secondes, 2018.
- Longtemps je me suis couché de bonheur, 2020.